# Daniel Ziółkowski
Daniel Ziółkowski (ur. 19 stycznia 2002) – polski koszykarz, występujący na pozycjach rzaucającego obrońcy lub niskiego skrzydłowego, obecnie zawodnik Trefla Sopot. 

## Osiągnięcia
Stan na 24 kwietnia 2022.

### Drużynowe
Seniorskie
- Uczestnik rozgrywek międzynarodowych FIBA Europe Cup (2021/2022)

Młodzieżowe
- Mistrz Polski kadetów (2018)[1]
- Wicemistrz Polski:
  - juniorów starszych (2020)[2]
  - juniorów (2019)[3]

### Indywidualne
- MVP mistrzostw Polski kadetów (2018)[1]

### Reprezentacja
- Uczestnik:
  - U–20 Euro Challengers (2021)
  - mistrzostw Polski U–16 dywizji B (2018 – 5. miejsce)